# Petra (Jordanien)
Petra (altgriechisch Πέτρα [ˈpɛtʁa] „Felsen, Felsmassiv“, arabisch البتراء al-Batrā’, nabatäisch wahrscheinlich Reqmu „die Rote“), eine Ruinenstätte im heutigen Jordanien, war in der Antike die Hauptstadt des Reiches der Nabatäer. Wegen ihrer monumentalen Grabtempel, deren Fassaden direkt aus dem anstehenden Fels gemeißelt wurden, gilt sie als einzigartiges Kulturdenkmal. Am 6. Dezember 1985 wurde Petra in die Liste des UNESCO-Welterbes aufgenommen.

## Lage und Bedeutung

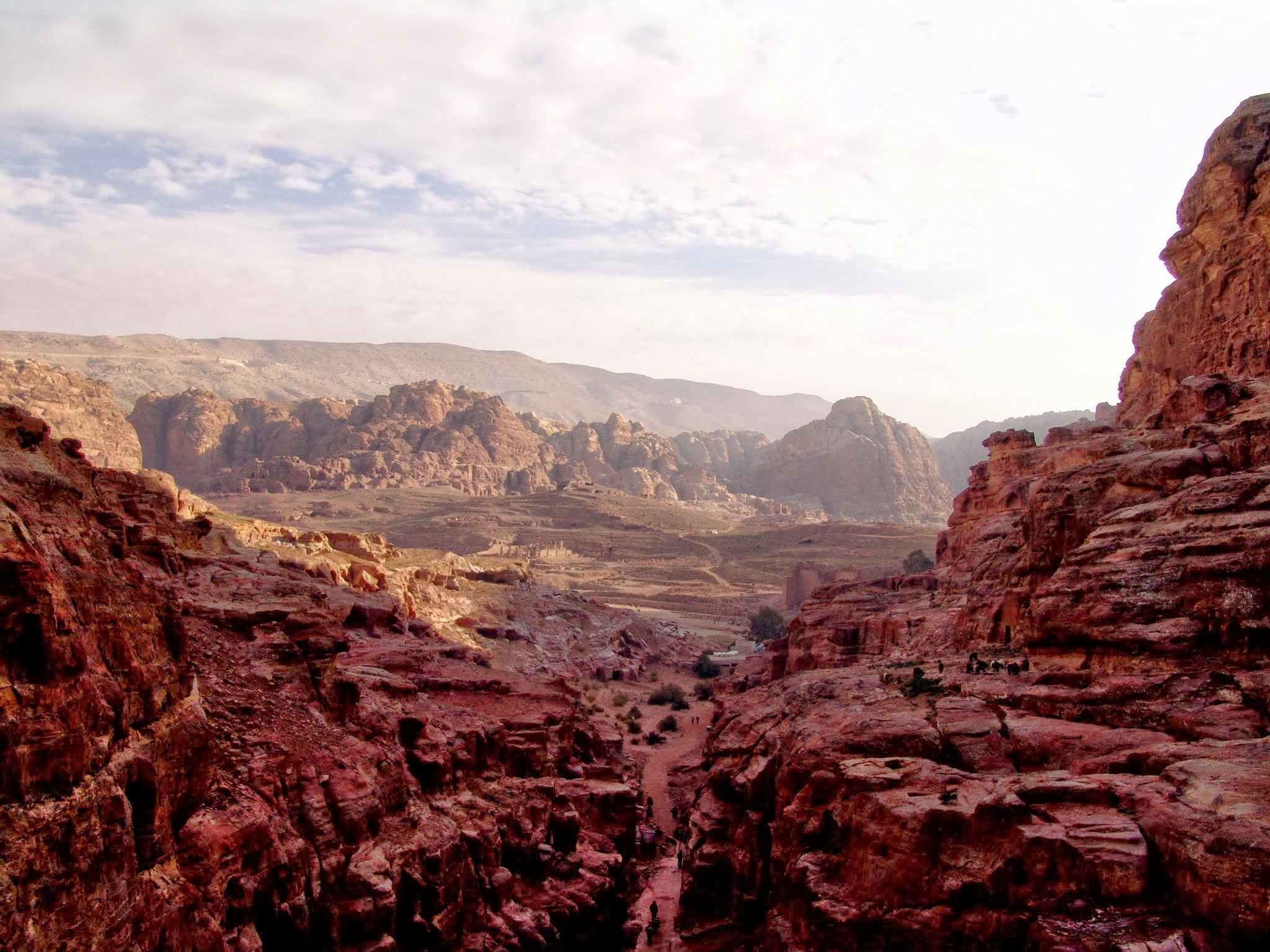
Der Talkessel von Petra aus nordwestlicher Richtung

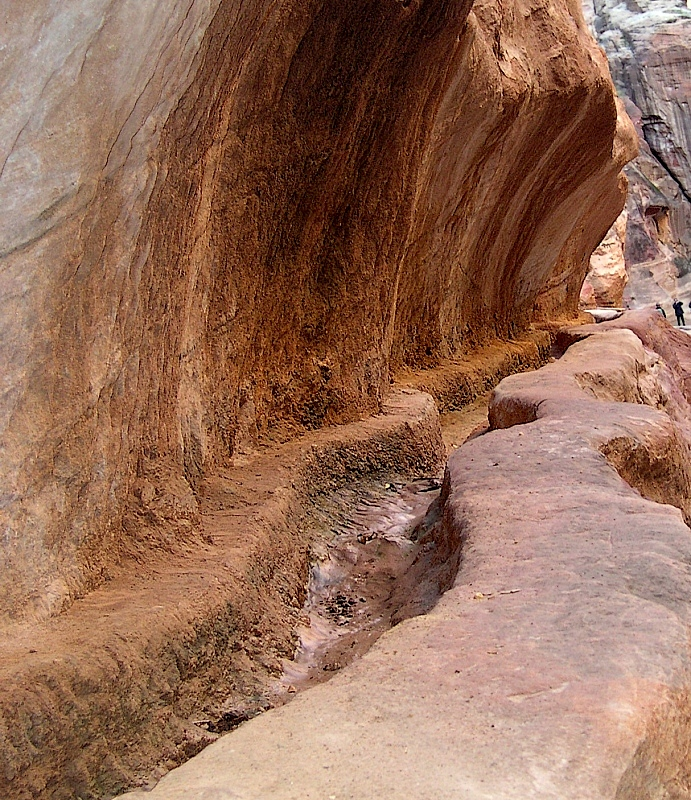
Oberirdische Wasserleitung im Siq

Östlich der Aravasenke, auf halbem Weg zwischen dem Golf von Akaba und dem Toten Meer, liegt Petra auf einer Höhe zwischen 800 und 1350 m in einem weiten Talkessel im Bergland von Edom. Dank ihrer strategisch günstigen Lage am Kreuzungspunkt mehrerer Karawanenwege, die Ägypten mit Syrien und Südarabien mit dem Mittelmeer verbanden, war die Stadt vom 5. Jahrhundert vor bis zum 3. Jahrhundert n. Chr. ein bedeutender Handelsplatz. Insbesondere kontrollierte Petra einen wichtigen Knotenpunkt der Weihrauchstraße. Diese uralte Handelsroute führte vom Jemen aus an der Westküste Arabiens entlang und teilte sich bei Petra in einen nordwestlichen Zweig, der nach Gaza und in einen nordöstlichen, der nach Damaskus führte.
Zur verkehrstechnisch günstigen Lage kamen die Vorteile der besonderen Topographie. Zum einen liegt Petra versteckt und gut geschützt zwischen schroffen Felswänden. Der Ort ist nur über einen schmalen Gebirgspfad von Nordwesten zugänglich oder von Osten her durch eine etwa 1,5 Kilometer lange und etwa 70 Meter tiefe Felsschlucht, den Siq (deutsch „Schacht“), der an seiner engsten Stelle nur 2 Meter breit ist. Zum anderen verfügte Petra in der Antike über eine sichere Wasserversorgung. Brauch- und Trinkwasser wurden über in den Fels gemeißelte Aquädukte in die Stadt geleitet sowie durch Terrakottaröhren, die ebenfalls in die Felswände eingelassen und mit Gips abgedichtet waren. Das höchst komplexe Wasserversorgungssystem, das mehr als 200 Zisternen umfasste, speiste sich aus allen bekannten Wasserquellen im Umkreis von mehr als 25 Kilometern um die Stadt.
Die enge Verbindung von Fels und Wasser in der Region ließ die Legende entstehen, Petra sei der Ort gewesen, an dem Mose beim Exodus des Volkes Israel aus Ägypten mit dem Schlag seines Stabes eine Quelle aus dem Stein habe sprudeln lassen. Die Region um Petra und die nahegelegene Siedlung tragen daher den Namen Wadi Musa (deutsch „Mosestal“). Tatsache ist, dass die Nabatäer mit ihren Fähigkeiten in der Wasserbewirtschaftung eine künstliche Oase und damit eine wesentliche Voraussetzung für Blüte und Wachstum der Stadt schufen.
Sichere Wasserversorgung und sichere Lage machten Petra zu einer bevorzugten Station für Karawanen aus dem Süden Arabiens, die überwiegend mit Luxusgütern für Abnehmer aus dem gesamten Mittelmeerraum beladen waren: mit Gewürzen aus Indien und Seide aus China, Elfenbein aus Afrika, Perlen aus dem Roten Meer und Weihrauch aus dem Süden Arabiens. Das Harz des Weihrauchbaums war in der gesamten antiken Welt als besonders kostbare religiöse Opfergabe und als Arzneimittel begehrt. In umgekehrter Richtung gelangten über Petra Waren aus der Levante, etwa Goldschmiedearbeiten aus Aleppo, zu den Märkten des Jemen und Omans. Zwischenhandel und Zölle warfen für die Nabatäer hohe Gewinne ab.
Neben Bosra in Syrien und der Handelsmetropole Hegra, dem heutigen Mada'in Salih in Saudi-Arabien gehörte Petra zu den drei bedeutendsten Städten des Nabatäerreichs.

## Der Name der Stadt
Wie die Nabatäer ihre Hauptstadt selbst genannt haben, lässt sich bis heute nicht zweifelsfrei klären. Nach einem nicht völlig gesicherten Zeugnis, den Antiquitates Judaicae des Flavius Josephus, lautete ihr Name Reqem, Reqmu oder Rakmu (deutsch „die Rote“, „die Bunte“), was eine Anspielung auf die rötliche Färbung des Sandsteins von Petra gewesen sein könnte.
Das Alte Testament erwähnt im Buch Richter (1,36) und im 2. Buch Könige (14,7) einen Ort in Edom namens Sela (deutsch „Fels“ oder „Stein“). Es ist aber umstritten, ob dieser Ort mit der Nabatäermetropole identisch ist, die bei Strabon und Plinius dem Älteren für die Zeit nach 169 v. Chr. unter dem griechischen Namen Petra bezeugt ist, der ebenfalls „Fels“ bedeutet. Strabon nennt die Einwohner Peträer.  In der hellenistischen Welt gab es viele weitere Orte gleichen Namens.

## Geschichte

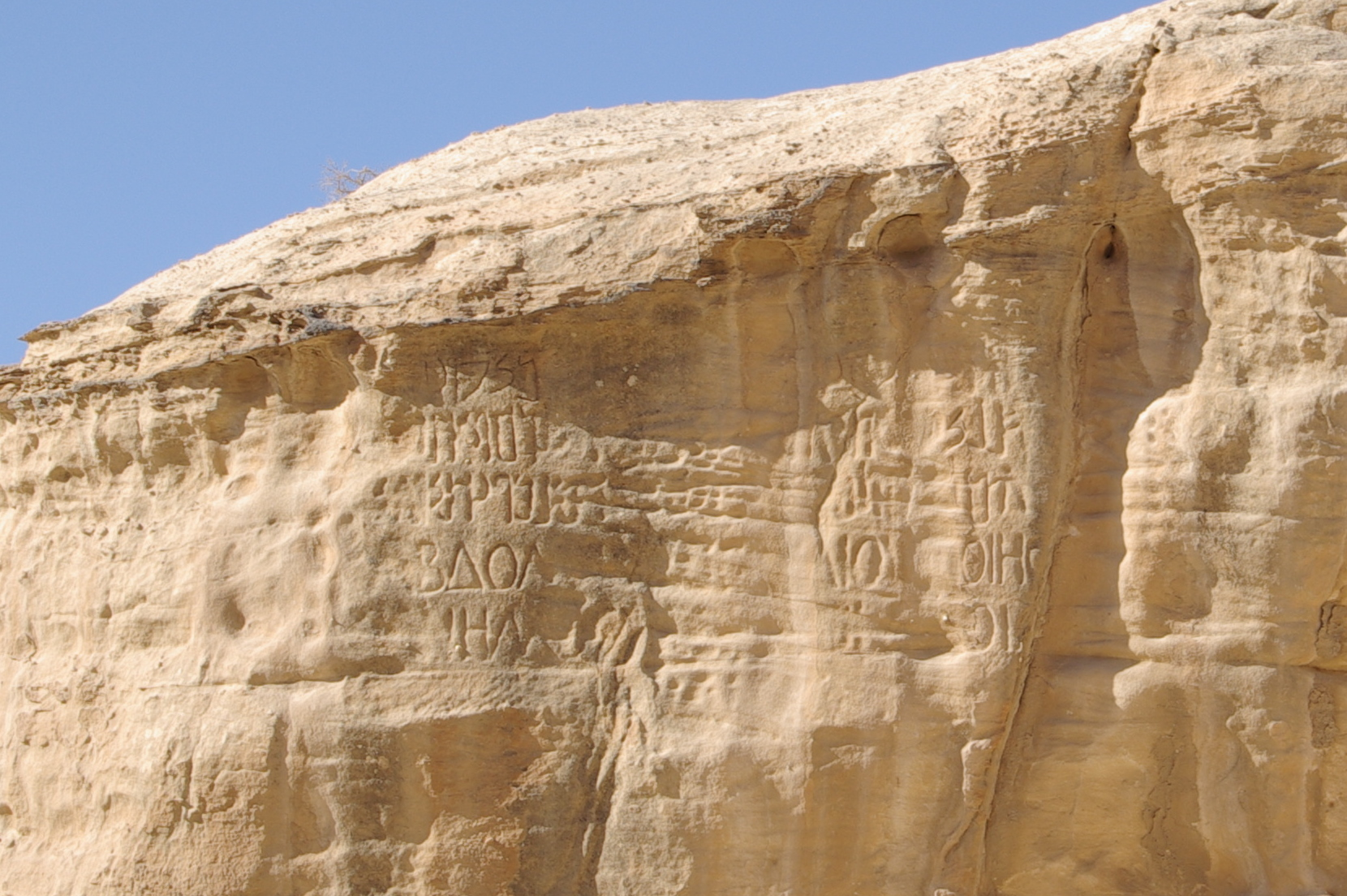
Felsinschrift

Die Geschichte der Stadt ist aufs Engste mit der des Nabatäerreichs verknüpft, des ersten arabischen Reichs der Geschichte. Bis auf eine Reihe von Inschriften haben die Nabatäer jedoch kaum eigene Schriftzeugnisse hinterlassen. Ihre Geschichte und die Petras lassen sich daher nur bruchstückhaft und indirekt über biblische sowie griechische und römische Quellen erschließen.

### Frühe Besiedlung

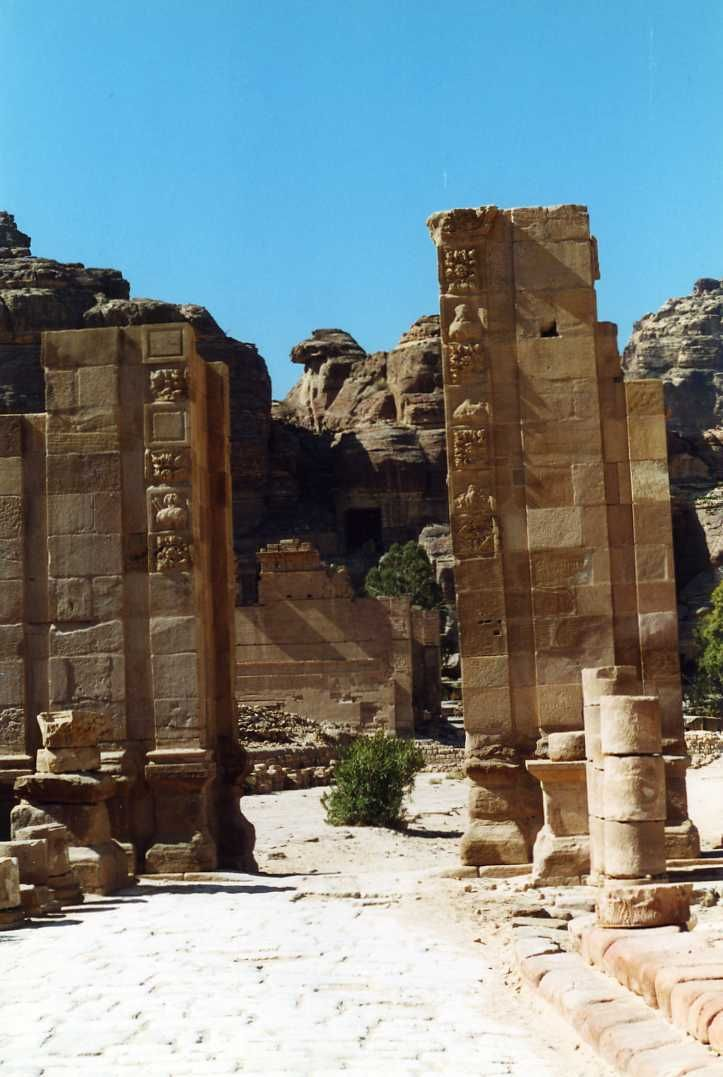
Das Temenos-Tor im Zentrum von Petra; im Hintergrund der Haupttempel Qasr al-Bint

Nach archäologischen Befunden war das Hochtal von Petra schon in der Altsteinzeit zeitweilig und seit der Jungsteinzeit – etwa ab 9000 v. Chr. – dauerhaft besiedelt. In der Nähe der Felsenstadt wurden die Steinzeitsiedlungen Beidha und das besonders unzugängliche Ba'ja identifiziert. Besonders Beidha wurde rekonstruiert. Die Bibel spricht von den Horitern und Edomitern, die das Gebiet ab etwa 1500 v. Chr. bewohnten. Nach der Eroberung des Gebietes durch die Perser im 6. Jahrhundert v. Chr. gelang es dem aus dem Inneren Arabiens stammenden, semitischen Volk der Nabatäer etwa um 500 v. Chr., die Edomiter zu verdrängen. Sie gingen nun von der Weidewirtschaft zur Kontrolle der Handelswege über, die bei Petra zusammenliefen.
Als Halbnomaden hatten sie vermutlich anfangs nur Zelte im Tal errichtet und vereinzelt Höhlenwohnungen in den Fels geschlagen. Um die Mitte des 4. Jahrhunderts v. Chr. waren die Nabatäer dank des Handels mit Gewürzen, Weihrauch und Silber bereits so wohlhabend geworden, dass sie Begehrlichkeiten ihrer Nachbarn weckten. Im Jahr 312 v. Chr. entgingen sie der Eroberung durch Antigonos I. Monophthalmos, einen der Nachfolger Alexanders des Großen, nur dank der uneinnehmbaren Lage Petras. Erst mit dem Niedergang der Diadochenreiche und dem Aufstieg Petras zur Hauptstadt der Nabatäer im 2. Jahrhundert v. Chr. begann dessen eigentliche Blüte.

### Blütezeit
Im 3. Jahrhundert v. Chr. wurde die Zeltstadt allmählich von festen Bauten abgelöst. Gleichzeitig scheint sich auch die politische Macht verfestigt und eine stabile Königsherrschaft herausgebildet zu haben. Deren erster bekannter Vertreter war der für das Jahr 168 v. Chr. im 2. Buch Makkabäer erwähnte Aretas I. Ihm und seinen Nachfolgern gelang es, sich gegen das ptolemäische Ägypten zu behaupten und den Einflussbereich Petras auf Kosten des Seleukidenreichs immer weiter auszudehnen. Gleichzeitig zeigten sich die Nabatäer offen für die kulturellen Einflüsse ihrer hellenistisch geprägten Umgebung.
Seine größte Machtentfaltung erfuhr das Nabatäerreich während der Regierungszeit des Königs Aretas III. Philhellenos (87–62 v. Chr.). Er eroberte Damaskus, mischte sich in die Machtkämpfe der Hasmonäer in Judäa ein und belagerte Jerusalem. Letzteres rief jedoch Rom auf den Plan. Im Auftrag des Pompeius bereitete der römische Feldherr Marcus Aemilius Scaurus der Besetzung Jerusalems ein Ende, besiegte Aretas III. und schloss im Jahr 62 v. Chr. vor Petra einen Vergleich mit ihm.
Nach Aretas’ Tod geriet das Reich zwar in ein Vasallenverhältnis zu Rom, blieb aber im Inneren autonom und konnte seine Unabhängigkeit noch fast 200 Jahre lang wahren. Der Wohlstand der Stadt wuchs weiter und die Bauten nahmen seit dem 1. Jahrhundert v. Chr. immer monumentalere Formen an. Zur Zeit Aretas IV. (9 v. Chr. bis 40 n. Chr.) entstand der Haupttempel als repräsentativer Bau im Zentrum der Stadt. Schätzungen gehen davon aus, dass Petra damals etwa 30.000 bis 40.000 Einwohner zählte.

### Niedergang

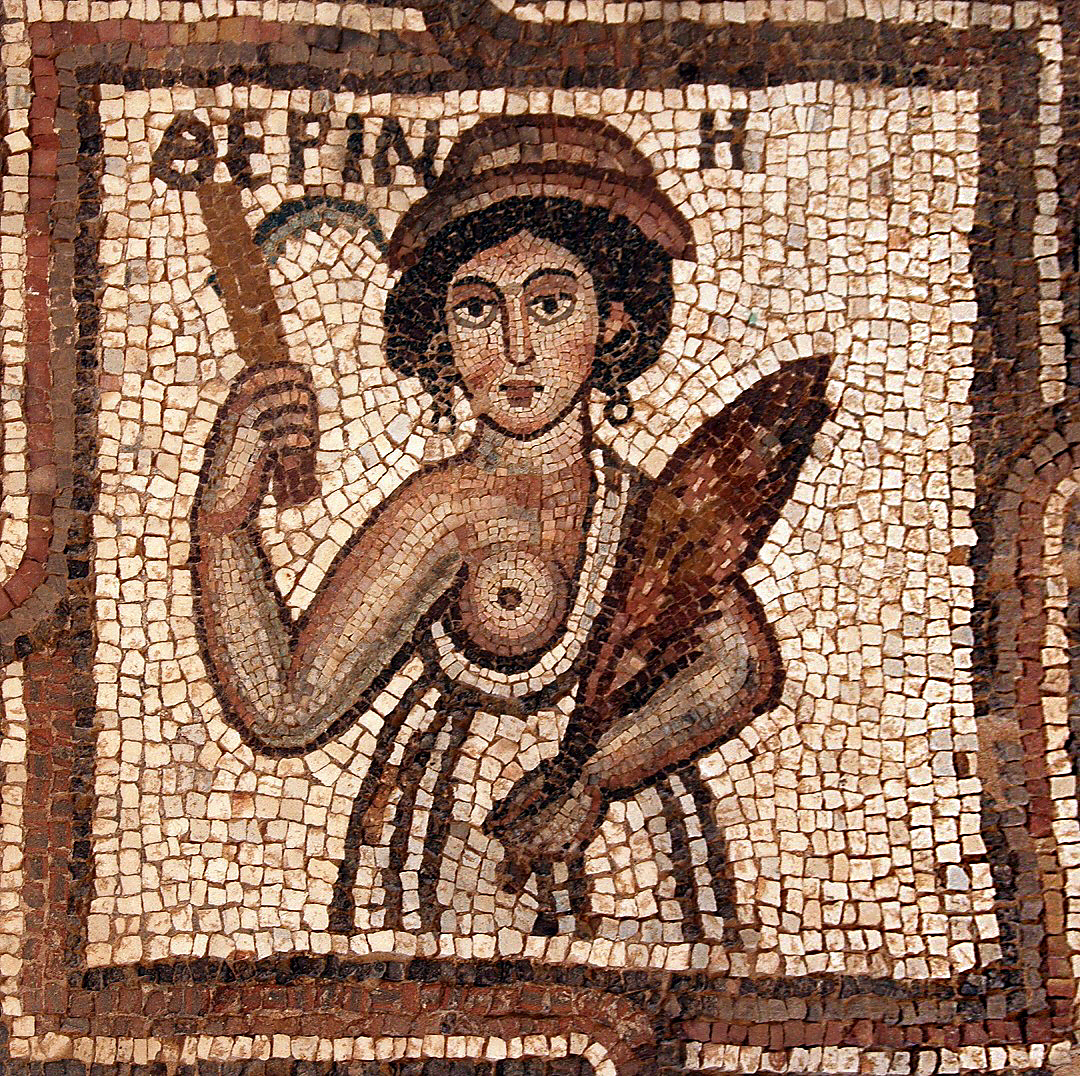
Element aus dem Bodenmosaik der byzantinischen Kirche (ca. 450–550)

Petras allmählichen Niedergang hatte jedoch schon einer der Vorgänger Aretas’ IV. eingeleitet. Malichus I. (59–30 v. Chr.) hatte sich zeitweise mit den Parthern gegen Rom verbündet. Die Römer förderten daher in der Folgezeit den Schiffsverkehr auf dem Roten Meer und legten Karawanenwege an, die Petra im Norden umgingen. Der letzte Nabatäerkönig, Rabbel II. (70–106), trug dem Rechnung, indem er die Hauptstadt in den Norden, nach Bostra im heutigen Syrien, verlegte. Kaiser Trajan besiegte die Nabatäer im Jahr 106 endgültig und gliederte ihr Reich als neugeschaffene römische Provinz Arabia Petraea mit der Hauptstadt Bostra ins Römische Reich ein.
Zunächst machte Gerasa im Norden des heutigen Jordanien Petra Konkurrenz als Handelsstadt. Im 3. Jahrhundert gelang es schließlich, den Karawanenhandel zeitweilig nach Palmyra in Syrien umzulenken. Petra verlor damit immer mehr an Bedeutung und Wohlstand, blieb aber noch bis in die frühbyzantinische Zeit hinein besiedelt. Unter Kaiser Diokletian stieg Petra sogar noch einmal zur Hauptstadt einer römischen Provinz auf – Palaestina salutaris – und war in der Spätantike damit auch Sitz eines Bischofs. Man errichtete mehrere Kirchen.
Die große Zeit der Stadt aber war vorüber. Nach mehreren schweren Erdbeben in den Jahren 363, 419, 551 und 747 sowie nach der Eroberung der Region durch die Muslime 636 verließen die letzten Einwohner im Mittelalter die Stadt.
Theorien einzelner Gelehrter wie Dan Gibson, nach denen der Islam nicht in Mekka, sondern in der Region um Petra begründet worden sei, werden von der historischen Forschung allgemein abgelehnt. Im Mittelalter verfiel Petra zusehends. Von den gemauerten Bauten blieben nur die Ruinen des Haupttempels Qasr al-Bint, des Temenos-Tors, Reste der Hauptstraße, Bodenmosaike der byzantinischen Kirche und wenige Grundmauern anderer Gebäude übrig. Die monumentalen Felsgräber und das Theater dagegen, die aus dem roten Sandstein der Bergwände herausgemeißelt worden waren, überstanden die Jahrhunderte.
Anfang des 12. Jahrhunderts legten Kreuzritter in der Nähe Petras vorübergehend zwei kleine Burgen an: Vaux Moise und Sela', Außenposten der wenige Kilometer entfernten großen Kreuzfahrerburg Montreal. Zur Zeit der Kreuzzüge bestand zudem ein lateinisches Erzbistum Petra, das seinen Sitz in Karak hatte, dem Lateinischen Patriarchat von Jerusalem unterstellt war und von der katholischen Kirche bis heute als Titularerzbistum Petra in Palaestina weitergeführt wird. Bis zu seiner Eroberung durch die muslimischen Ayyubiden unter Sultan Saladin 1188/1189 gehörte das Gebiet um Petra zur Herrschaft Oultrejordain des christlichen Königreichs Jerusalem. In den Jahrhunderten nach den Kreuzfahrern suchten nur noch durchziehende Beduinen von Zeit zu Zeit Unterschlupf in den leeren Grabbauten der Stadt. Etwa um 1600 siedelte sich der Stamm der B'doul dauerhaft in Petra und der umliegenden Region an.

### Petra heute

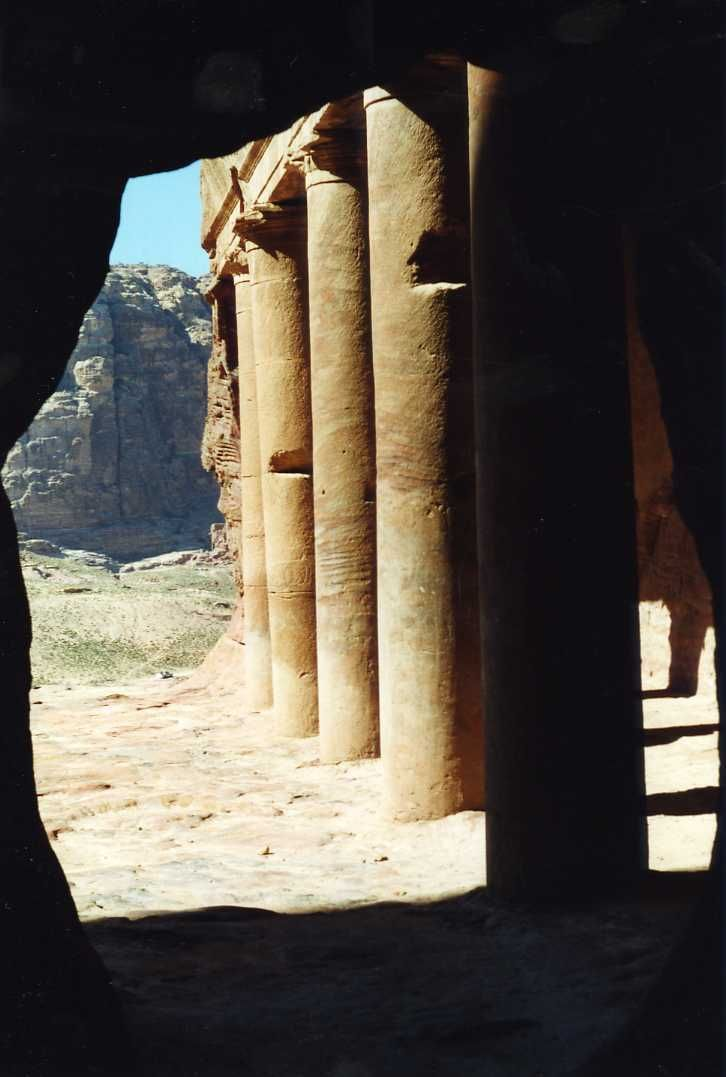
Blick aus dem Inneren des Urnengrabs

Seit der Zeit der Kreuzzüge hatte kein Europäer Petra mehr betreten. Um 1800 wussten nur noch wenige Gelehrte gerüchteweise von einer legendären, „aus dem Fels herausgeschlagenen Stadt“ im Nahen Osten. Für Europa wurde Petra erst 1812 von dem Schweizer Arabienreisenden Johann Ludwig Burckhardt neu entdeckt. Mehr als 100 Jahre später schrieb Thomas Edward Lawrence (Lawrence von Arabien) in seinem Werk Die sieben Säulen der Weisheit: „Petra ist der herrlichste Ort der Welt.“ Er war aber der Meinung, jede Beschreibung müsse vor dem eigenen Erleben der Stadt verblassen.
Archäologische Ausgrabungen in Petra erfolgten erst seit den 1920er Jahren. Wenig später begann auch die touristische Erschließung der Ruinenstätte.

#### Ausgrabungen
Nach Burckhardt haben im 19. Jahrhundert weitere europäische Reisende Petra besucht und beschrieben. Um 1900 setzte die wissenschaftliche Erforschung des Orts ein. In den Jahren 1897 und 1898 unternahmen die Altertumsforscher Rudolf Ernst Brünnow und Alfred von Domaszewski zwei Reisen nach Arabien, bei der sie Petra vermaßen und eine erste moderne Karte der Stadt erstellten. 1907 publizierte der aus Mähren stammende Arabienforscher Alois Musil in seinem Werk Arabia Petraea die Ergebnisse einer ersten wissenschaftlichen Expedition, die eine Bestandsaufnahme der damals sichtbaren Altertümer vorgenommen hatte. Während des Ersten Weltkriegs wurde Petra vom Deutsch-Türkischen Denkmalschutzkommando unter der Leitung von Theodor Wiegand aufgenommen. Bereits damals wurden Vermutungen angestellt, die sich durch neue Ausgrabungen zu bestätigen scheinen: Die in den Fels gemeißelten Monumentalfassaden waren keine Solitäre, sondern Bestandteile größerer Gebäudekomplexe, die zum Teil aus gemauerten Bauten bestanden.
Die ersten Ausgrabungen auf dem Gelände Petras fanden 1929 statt. Weitere folgten in den Jahren 1935 bis 1937 und 1954. Im Jahr 1958 begann die British School of Archaeology damit, das Stadtzentrum auszugraben. Seither sind ständig Archäologen vor Ort. Unter der Federführung der Jordanischen Antikenbehörde legten amerikanische Wissenschaftler von der Brown University aus Providence (Rhode Island) bei einer Grabungskampagne in den Jahren 1993 bis 2002 die Überreste des Haupttempels (Qasr al-Bint) im Stadtzentrum und das Areal um das Temenos-Tor frei. Im Mai 2011 entdeckten deutsche und englische Archäologen auf dem Umm al-Bijara, dem höchsten Berg der Stadt, eine luxuriöse Badeanlage, die wahrscheinlich Teil einer königlichen Residenz gewesen ist.
Bis heute haben Forscher auf einer Fläche von ungefähr 20 Quadratkilometern etwa 1000 Gebäude und Gebäudereste festgestellt. Schätzungsweise sind bisher aber erst 20 Prozent des antiken Petra ausgegraben worden.
Sarah Parcak, eine Expertin für Luftbildarchäologie, entdeckte 2016 auf Satellitenaufnahmen die Reste eines Bauwerks, das etwa 800 m vom Stadtzentrum entfernt lag und wahrscheinlich ein Tempel aus der Gründungszeit Petras war. Auf den Luftbildern ist ein flacher, ca. 56 m × 49 m großer, rechteckiger Hügel erkennbar, der sich nur leicht aus der Umgebung erhebt. Auf ihm wurde eine zweistufige Plattform identifiziert, auf der ein nach Osten offenes Gebäude gestanden hat. Den Zugang bildete eine von Säulen gesäumte Monumentaltreppe. Bei einer Grabung gefundene Scherben erlauben eine Datierung des Gebäudes auf die Zeit um 200 v. Chr. Da die meisten anderen Bauten aus dieser Phase später überbaut wurden, erhofft man sich von dem Fund weitere Erkenntnisse über die Frühzeit des Nabatäerreichs.

#### Fremdenverkehr

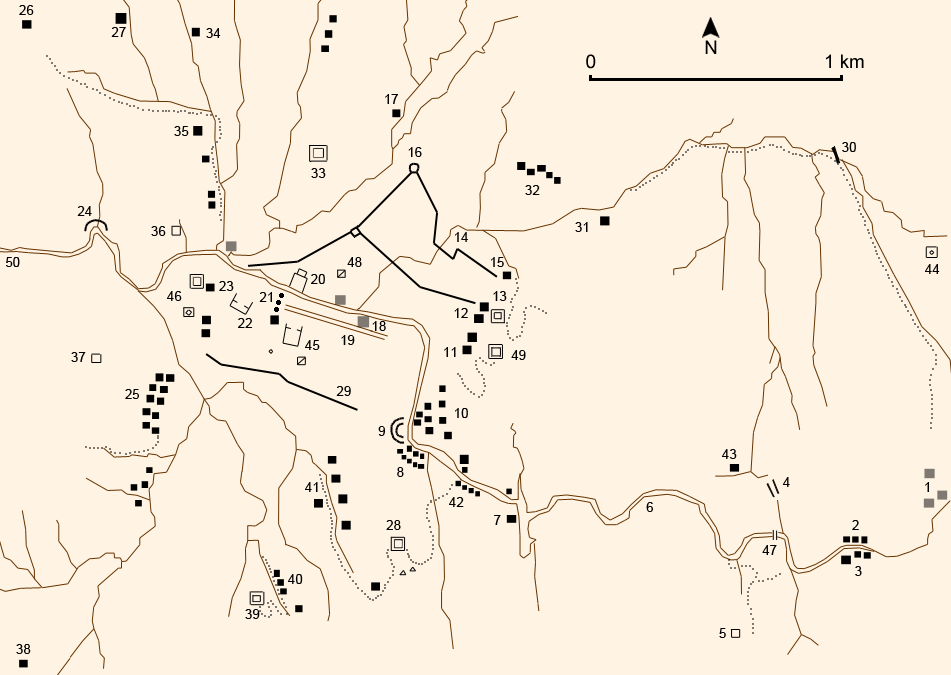
Plan des heutigen Petra: Siq (6), Khazne (7), röm. Theater (9), Gräber der Königswand (10–15), Säulenstraße (19), Qasr al-Bint (22), Museum (23), Ad Deir (26)

Petra gilt heute als eine der größten Sehenswürdigkeiten des Nahen Ostens. Seine Erschließung für den modernen Fremdenverkehr begann in den 1930er Jahren. Damals wurden die ersten Hotels bei Petra gebaut, einige sogar unmittelbar in der Stadt selbst, zum Teil direkt vor dem Römischen Theater. Diese Bausünden wurden mittlerweile beseitigt.
Um Petra touristisch besser nutzen zu können, siedelte die jordanische Regierung zwischen 1968 und 1985 die Beduinen vom Stamm der B'doul zwangsweise um, zu deren Gebiet Petra gehört. Sie hatten die kühlen, schattenspendenden Grabbauten bis dahin als Wohnungen genutzt. Heute wohnen die B'doul in den umliegenden Dörfern, vor allem in Wadi Musa. Ein Großteil von ihnen lebt vom Petra-Tourismus, zum Beispiel als Fremdenführer. Einige ihrer ehemaligen Felswohnungen nutzen sie weiterhin als Souvenirläden.
Wegen seiner einzigartigen Bauten diente Petra mehrfach als Filmkulisse, z. B. in Ray Harryhausens 1975 gedrehtem Fantasyfilm Sindbad und das Auge des Tigers und im dritten Film der Indiana-Jones-Reihe von Steven Spielberg. Die letzten Szenen von Indiana Jones und der letzte Kreuzzug entstanden im Siq und vor dem Khazne al-Firaun, dessen Äußeres die Fassade des Gralstempels darstellt.
Nach dem Friedensabkommen von Camp David von 1979 gab Israel die Halbinsel Sinai an Ägypten zurück. In der Folgezeit erlebte Petra einen stetig wachsenden Zustrom von Tagestouristen aus den ägyptischen Ferienresorts am Golf von Akaba. Für zusätzlichen Aufschwung sorgte nach 1989 Spielbergs Film, der Petra einem größeren Publikum in Amerika und Europa bekannt machte.

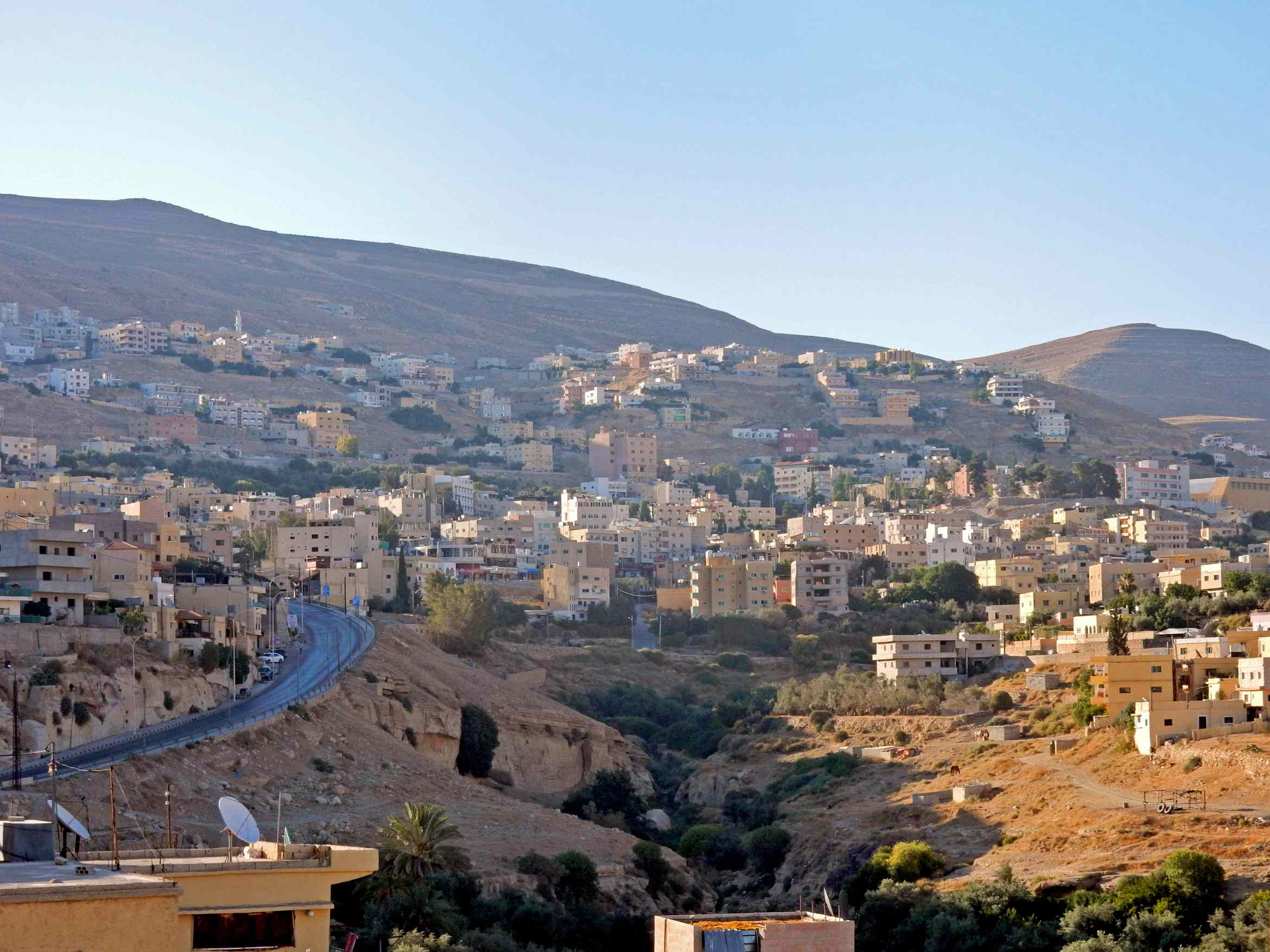
Im umliegenden Dorf Wadi Musa befindet sich ein Großteil der Hotels für die zahlreichen Touristen

In den 1980er Jahren wurde außerhalb der Stadt, weit vor dem Eingang zum Siq, ein modernes Besucherzentrum errichtet. 1993 stellte Jordanien ein etwa 100 Quadratmeilen großes Gebiet um Petra als Nationalpark unter Schutz. Nachdem das Land 1994 den Friedensvertrag mit Israel geschlossen hatte, entstand eine Reihe moderner, zum Teil luxuriöser Hotels in der Umgebung von Petra, vor allem in Wadi Musa. Jordanien nutzte einen Kredit der Weltbank über 23 Millionen US-Dollar, um die Region touristisch zu erschließen. Die Fremdenverkehrsbranche des Landes hoffte, nun auch mehr Langzeiturlauber für die Region interessieren zu können. Zunächst nahm aber erneut der Tagestourismus zu, diesmal aus Richtung Israel. Vor Beginn der zweiten Intifada im Jahr 2000 stellten Tagesurlauber aus Israel und dem Westjordanland 57 Prozent der Besucher Petras. Im Rekordjahr 2000 wurden insgesamt rund 1 Million Touristen gezählt.
Infolge der schweren Unruhen in den israelisch besetzten Palästinensergebieten und der Terroranschläge vom 11. September 2001 gingen die Besucherzahlen jedoch drastisch zurück, obwohl Jordanien auch nach den Selbstmordanschlägen in Amman vom 9. November 2005 als relativ sicheres und friedliches Reiseland gilt. Die Friedensdividende, die sich das Land unter anderem vom Petra-Tourismus versprochen hatte, konnte es lange Zeit nicht einlösen. Erst nachdem Petra 2007 in einer weltweiten – von der UNESCO allerdings nicht anerkannten – Umfrage zu einem der Neuen Sieben Weltwunder gewählt worden war, kam es erneut zu einem rapiden Anstieg der Besucherzahlen. 2012 warb der jordanische Tourismusverband mit dem 200. Jahrestag der „Wiederentdeckung“ Petras.
Wegen der COVID-19-Pandemie blieben 2020 und 2021 erneut zahlreiche Touristen aus. Die Einnahmeverluste waren so hoch, dass die zum Transport eingesetzten Lasttiere wie Esel, Kamele oder Maultiere nicht mehr ausreichend versorgt werden konnten und auf Spenden angewiesen waren. Im Jahr 2022 erholte sich der Tourismus in Petra, und die Zahl der Besucher erreichte mit 905.000 Personen wieder in etwa das Niveau aus der Zeit vor der Pandemie.

#### Petra Museum
Neben dem Besucherzentrum wurde im April 2019 das neugebaute Petra Museum eröffnet. Der moderne Bau war mit technischer und finanzieller Unterstützung aus Japan errichtet worden. Er ist von zwei Wasserbecken flankiert und bietet großzügige Freiflächen. Die Präsentationen richten sich gleichermaßen an Touristen und die einheimische Bevölkerung mit arabischen und englischen Erklärungen. In acht Galerien werden die Geschichte der Region, beginnend mit der Steinzeit, und die Kultur der Nabatäer dargestellt. Petra wird dabei auch mit dem nabatäischen Namen „Raqmu“ bezeichnet.

#### Schäden und Gefahren
Viele Monumente in Petra weisen erhebliche Schäden auf, die auf Salzverwitterung zurückgehen. Abgesehen von solchen Verwitterungsprozessen geht die größte Gefährdung von Erdbeben aus. Dieses Risiko ergibt sich aus der Lage Petras im Jordangraben, der Teil eines plattentektonischen Transformsystems ist, das sich vom Nordende des Roten Meeres bis in den Nordosten der Türkei zieht.

## Die wichtigsten Baudenkmäler
Etwa 800 Baudenkmäler und Opferplätze sind in und um Petra erhalten geblieben. Die Monumente sind geprägt von nabatäischen, griechisch-hellenistischen und römischen Einflüssen. Oft vermischen sich Stilelemente aller drei Kulturen in ein und demselben Bau.

### Das „Schatzhaus“

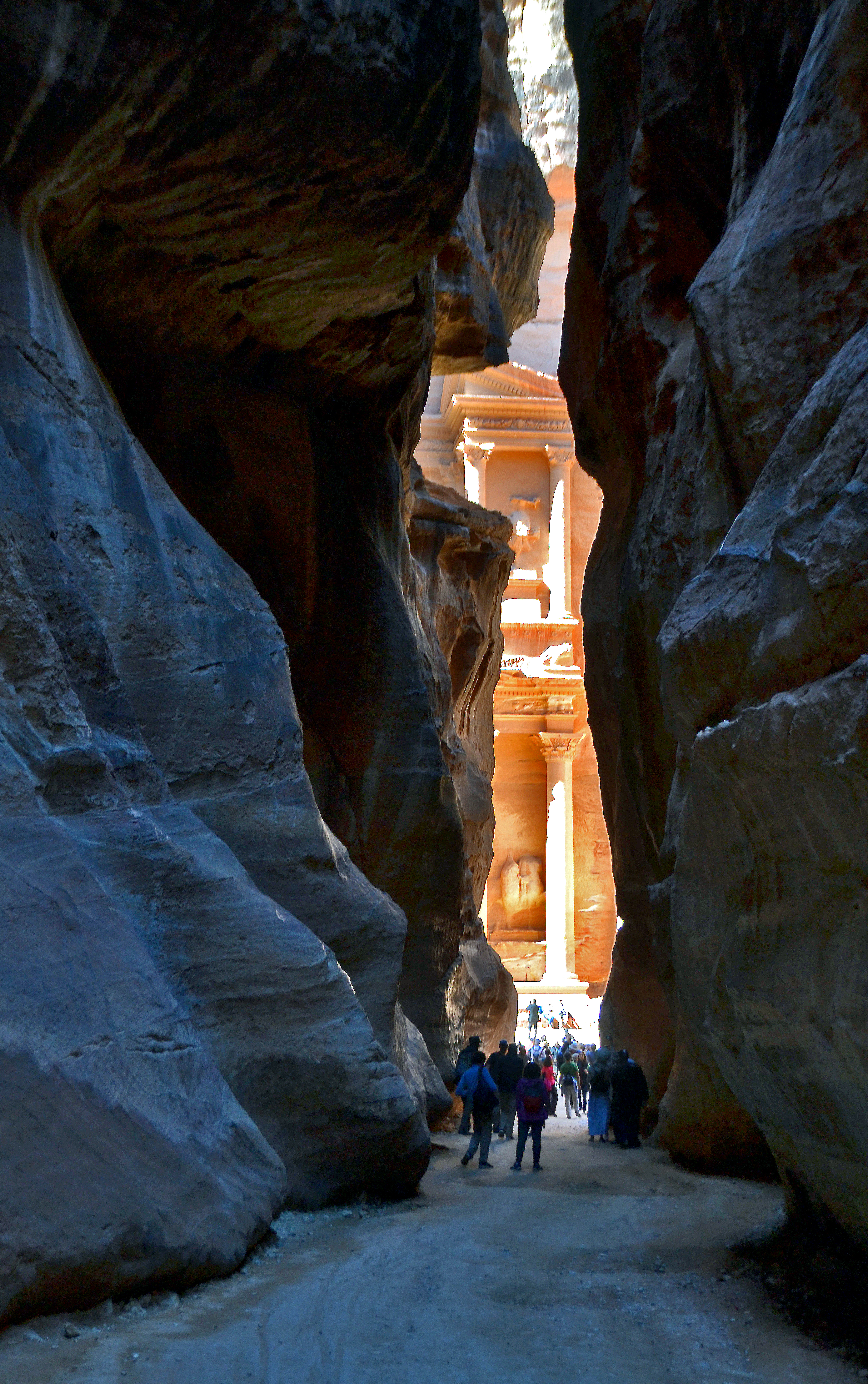
Gegenüber dem Ausgang des Siq befindet sich die Fassade des Khazne al-Firaun

An der Einmündung des Siq in den Talkessel steht das wohl berühmteste Bauwerk Petras, das fast 40 Meter hohe und 25 Meter breite, im hellenistischen Stil erbaute Khazne al-Firaun. Das „Schatzhaus des Pharao“, wie es von den Beduinen genannt wurde, war in Wirklichkeit eines von zahlreichen Felsgräbern. Es wurde möglicherweise für den Nabatäerkönig Aretas IV. angelegt, der im 1. Jahrhundert v. Chr. regierte. Andere Forscher datieren das Khazne dagegen erst ins 2. Jahrhundert n. Chr., in die Zeit von Kaiser Hadrian. Über einem Portikus aus sechs korinthischen Säulen erhebt sich eine kleine, von zwei Halbgiebeln flankierte Tholos, ein Rundtempel. Zwischen den Säulen befinden sich verwitterte Reste von Relieffiguren. An der Urne, auf der Spitze des Rundtempels, sind Einschusslöcher zu erkennen. Sie gehen auf Flintenschüsse von Beduinen zurück, die einst versucht hatten, den vermeintlichen Schatzbehälter aufzubrechen. Die Urne besteht aber, wie der gesamte Bau und die anderen Königsgräber Petras, überwiegend aus massivem Fels.

### Das Römische Theater

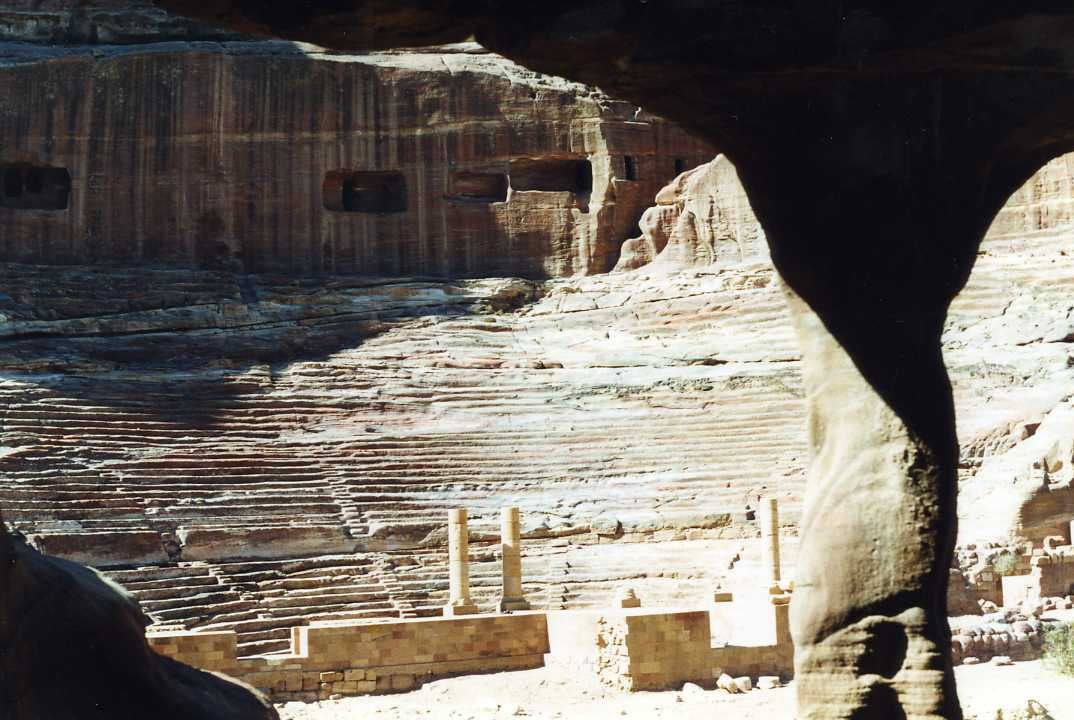
Das Römische Theater von Petra

Auf dem Weg vom Khazne al-Firaun ins Zentrum Petras liegt links das Römische Theater, das ebenfalls direkt aus dem anstehenden Fels gemeißelt wurde. Je nach Quelle bot es auf 45 Sitzreihen fünf- bis zehntausend Zuschauern Platz. Damit sich bei Regenfällen kein Wasser in der Arena sammeln konnte, installierten die Nabatäer ein ausgeklügeltes Abflusssystem. Der typisch römische Stil des Theaters zeigt sich beispielsweise an der erhöhten Bühne. Die mit Säulen versehene Bühnenrückwand war zweigeschossig und mit Fresken, Statuen und Marmorfriesen geschmückt. Eine 25 Meter hohe Mauer schloss das Theater nach außen ab. Bei seinem Bau im 1. Jahrhundert wurden einige Grabkammern freigelegt, die früher in das rückwärtige Felsmassiv getrieben worden waren. In solchen Schachtgräbern hatte man in der Antike ärmere Einwohner der Stadt beigesetzt. Vermutlich wurde das Theater durch ein Erdbeben im Jahr 363 nach Christus zerstört. 1961 wurde es von amerikanischen Archäologen wiederentdeckt und ausgegraben.

### Die Gräber der Königswand

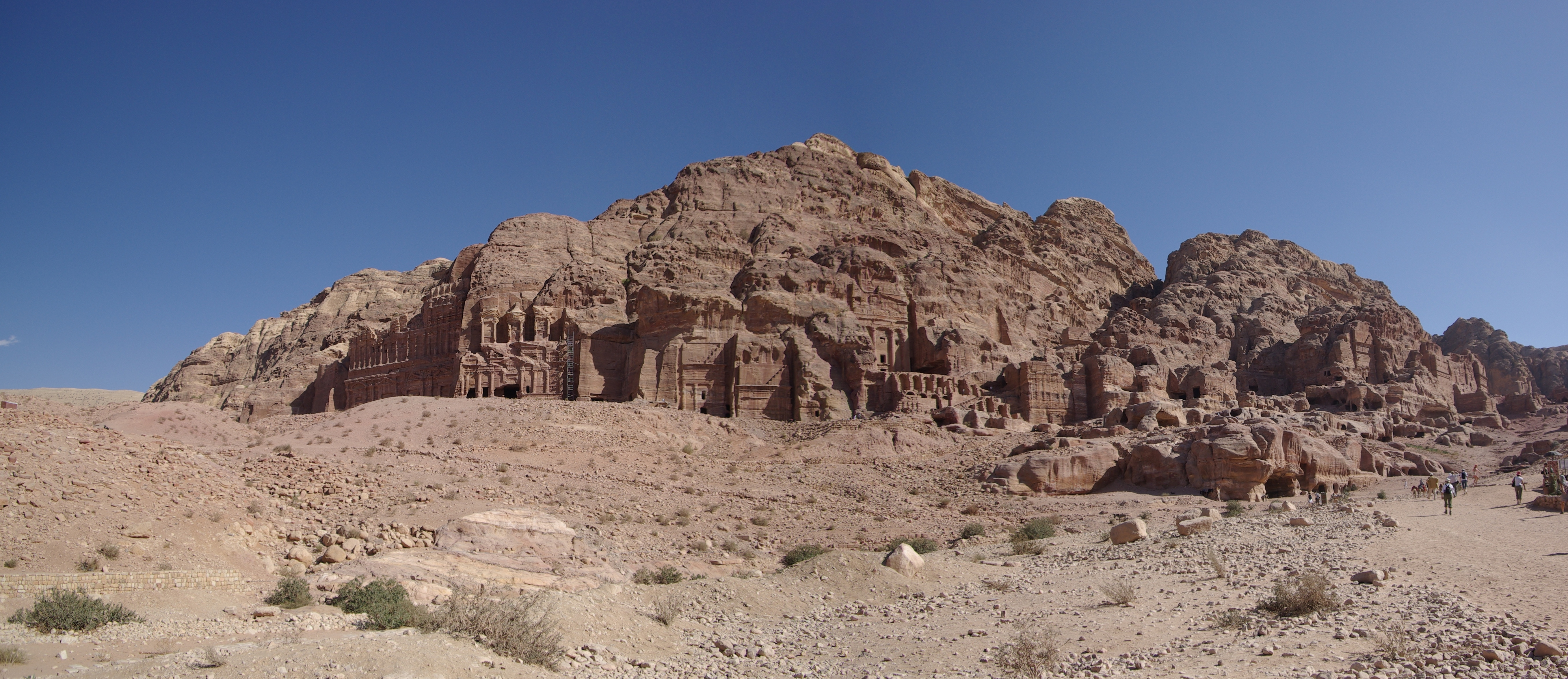
Die Königswand

Nordöstlich des Theaters erhebt sich die so genannte Königswand. Auf halber Höhe reihen sich dort 13 monumentale Grabtempel aneinander, die aufgrund ihrer Größe und Ausschmückung als Königsgräber gedeutet werden. Dazu gehören etwa das „Palastgrab“, die größte Anlage in Petra überhaupt, das „Korinthische Grab“, das „Soldatengrab“ und das „Urnengrab“ aus dem 2. oder 3. Jahrhundert. Dessen Felsenhalle birgt drei Grabnischen. Zudem verfügt es über einen von Säulen umstandenen Vorhof, der über einen gemauerten Unterbau erreichbar ist. Nördlich der sogenannten Königsgräber liegt das etwas kleinere „Grab des Sextius Florentinus“. Die Baustile der Gräber lassen nabatäische, griechische und römische Einflüsse erkennen.

### Das einstige Stadtzentrum

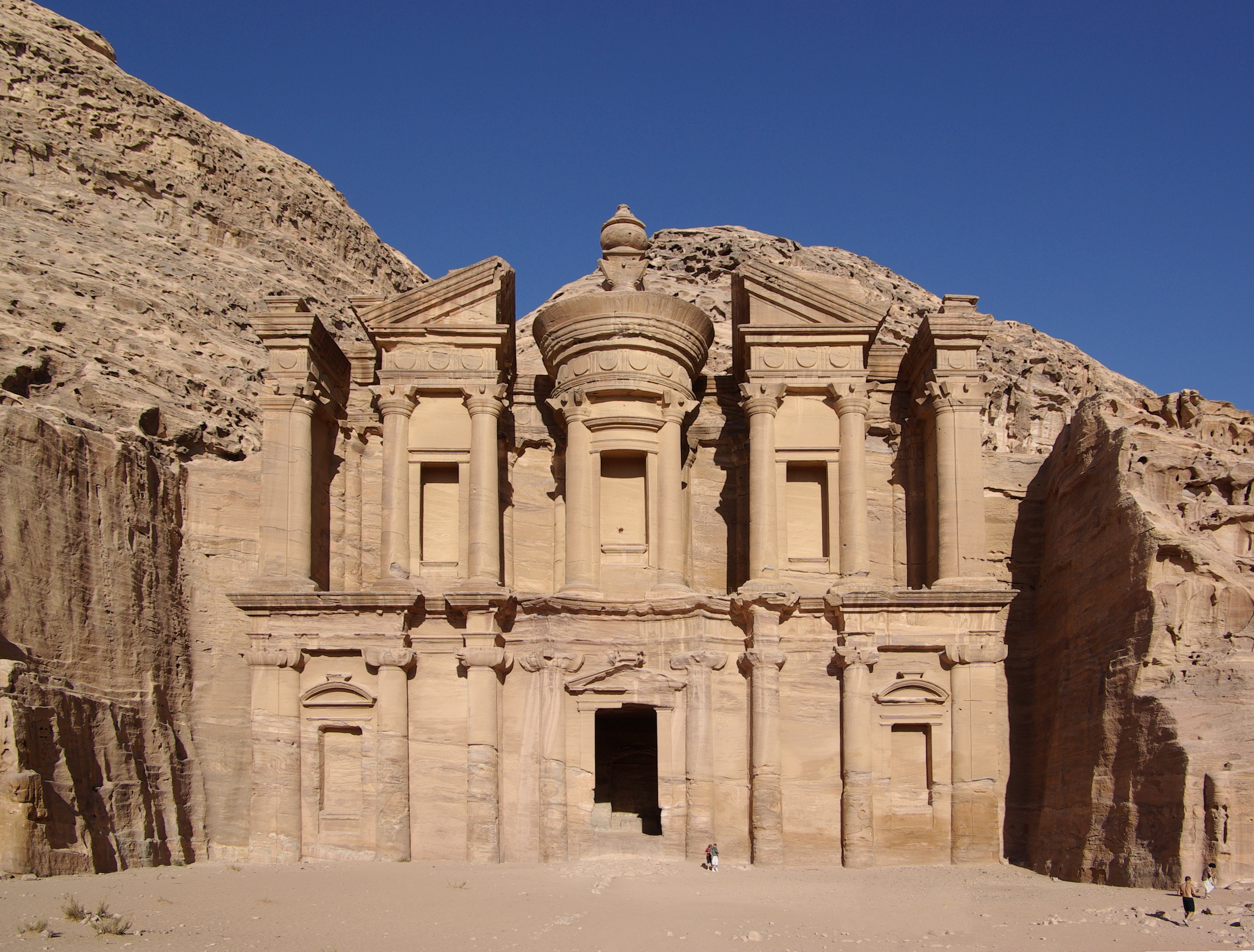
Das Felsengrab Ad Deir

Rechtwinklig zur Königswand verläuft in Richtung Westen die „Säulenstraße“, die einstige Hauptverkehrsachse Petras. Während die in den Fels gehauenen Grabtempel die Jahrtausende überdauert haben, sind die Wohnhäuser der Nabatäer längst zerfallen. Links und rechts der Säulenstraße haben sich aber noch Reste des Marktes, des „Temenos-Tors“, einer byzantinischen Basilika und mehrerer Tempel erhalten. Der größte davon, Qasr al-Bint Fara'un aus dem 1. Jahrhundert v. Chr. war möglicherweise den nabatäischen Hauptgöttern Dushara und Al-Uzza geweiht. Der heutige arabische Name bedeutet „Palast der Pharaonentochter“ und geht auf eine spätere Deutung durch die Beduinen zurück.

### Der Felsentempel Ad Deir
Am modernen Museum im Westen des Talkessels vorbei führt ein Bergpfad durch das Wadi Kharareeb zum außerhalb der eigentlichen Stadt gelegenen Felsentempel  Ad Deir. Sein Name, auf Deutsch „Kloster“, geht darauf zurück, dass sich im Mittelalter Mönche darin niederließen. Anders als das Khazne Firaun liegt das Ad Deir nicht versteckt, sondern hoch am Berg und beeindruckt nicht zuletzt durch seine Größe. Es ist 39 Meter hoch und 47 Meter breit; allein die Urne auf der Spitze des Rundtempels misst 9 Meter in der Höhe. Wegen seines schlichten, aber monumentalen Stils und seiner einsamen Lage zählt das Ad Deir zu den beeindruckendsten Werken nabatäischer Baukunst.

### Weitere Bauwerke und Kultstätten
Auf den Gipfeln der umliegenden Berge befinden sich Überreste früherer Opferplätze der Nabatäer. Der Hohe Opferplatz beispielsweise liegt auf dem Gipfel des Jebel Attuf. Der Fels wurde dort zu einem rechteckigen Hof geebnet, der von flachen Bänken umgeben ist. In der Mitte erhebt sich eine kleine rechteckige Opferplattform. Auf ihr brachten die Nabatäer ihren Göttern Opfergaben dar. Außerhalb des Stadtgebietes von Petra gibt es weitere nabatäische Siedlungen mit sehenswerten Überresten, darunter der Siq el-Barid, der ursprüngliche Warenumschlagsplatz der Metropole. Auch im Wadi Musa selbst – dort, wo sich heute die Touristenunterkünfte befinden – gibt es zahlreiche archäologische Fundplätze wie das Obeliskengrab am Eingang zum Siq. In der Nähe Petras ragt der 1400 Meter hohe Gipfel des Dschabal Hārūn auf, der nach der Überlieferung dem biblischen Berg Hor entsprechen soll. Dort wurde in islamischer Zeit eine Wallfahrtsstätte für den biblischen Aaron eingerichtet. Der ältere Bruder des Mose wird im muslimischen Volksglauben als der heilige Nabī Hārūn verehrt. An seinem Grabbau erhoffen sich die Pilger bis heute die Heilung von Krankheiten.

## Spielfilme
- Indiana Jones und der letzte Kreuzzug, amerikanischer Abenteuerfilm von 1989. Das Khazne al-Firaun ist im Film als Eingang zum Versteck des „Heiligen Grals“ zu sehen.
- Transformers – Die Rache, amerikanischer Science-Fiction-Spielfilm von 2009. Das Ad Deir ist dort das Grab der „Primes“.
- Sindbad und das Auge des Tigers, britischer Fantasyfilm von 1977. Ein Teil der Dreharbeiten fand zwischen Juni und Oktober 1975 in Petra statt.
- In der ersten arabischsprachigen Netflixserie Dschinn von 2019 erzählt ein Mann einer Schulklasse vor der Kulisse des Khazne al-Firaun Geschichten aus dem alten Petra.

## Dokumentationen
- Denkmäler der Ewigkeit: Petra - Schönheit im Felsmassiv. TV-Dokumentation von Olivier Julien und Gary Glassman Frankreich 2014, deutsche Synchronfassung auf arte 2015.
- Aufgedeckt - Rätsel der Geschichte - Das Geheimnis von Petra. TV-Dokumentation von Nick Hardie, GB 2017, deutsche Synchronfassung ZDF 2017.